# Hong Kong Badminton Association

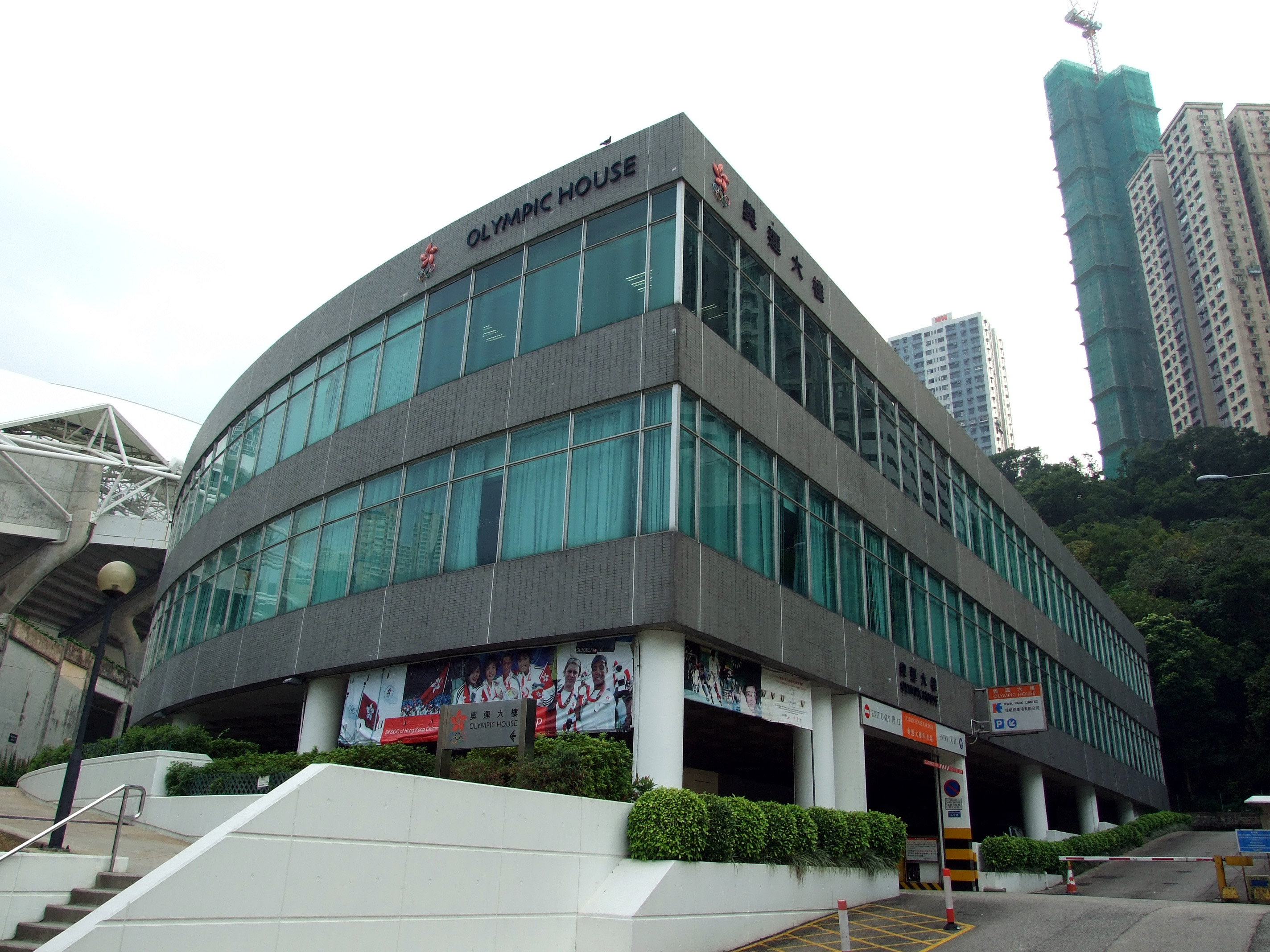
HKBA im Olympic House – 奧運大樓, Causeway Bay 2009

Die Hong Kong Badminton Association, kurz HKBA (chinesisch 香港羽毛球總會) ist die oberste nationale administrative Organisation des Badmintonsports in Hongkong.

## Geschichte
Die Hong Kong Badminton Association wurde 1934 gegründet und im März 1950 Mitglied im Weltverband IBF. Der Verband wurde 1959 Gründungsmitglied im kontinentalen Dachverband Badminton Asia Confederation, damals noch unter dem Namen Asian Badminton Confederation firmierend. Nationale Meisterschaften werden seit der Saison 1936/1937 ausgetragen. Der Sitz des Verbandes befindet sich im Olympic House auf dem Stadium Path 1 in So Kon Po in Causeway Bay. Der Verband gehört dem Nationalen Olympischen Komitee an. Zum Verband gehört derzeit 82 lokale Badminton-Vereine bzw. -Gruppen an mit etwa 270.000 Mitgliedern. (Stand 2021) Der Verband wird durch die Badmintonnationalmannschaft von Hongkong repräsentiert.

## Bedeutende Veranstaltungen, Turniere und Ligen
- Hong Kong Open
- Einzelmeisterschaften
- Mannschaftsmeisterschaften
- Juniorenmeisterschaften

## Bedeutende Persönlichkeiten
- Tong Yun Kai, Präsident[2]
- Albert M. Rodrigues, ehemaliger Präsident[3]